# Rivière Saumon
Rivière Saumon är ett vattendrag i Kanada.   Det ligger i provinsen Québec, i den sydöstra delen av landet, 70 km öster om huvudstaden Ottawa.
Trakten runt Rivière Saumon består till största delen av jordbruksmark. Runt Rivière Saumon är det ganska glesbefolkat, med 27 invånare per kvadratkilometer.